# Nordhafen Spandau

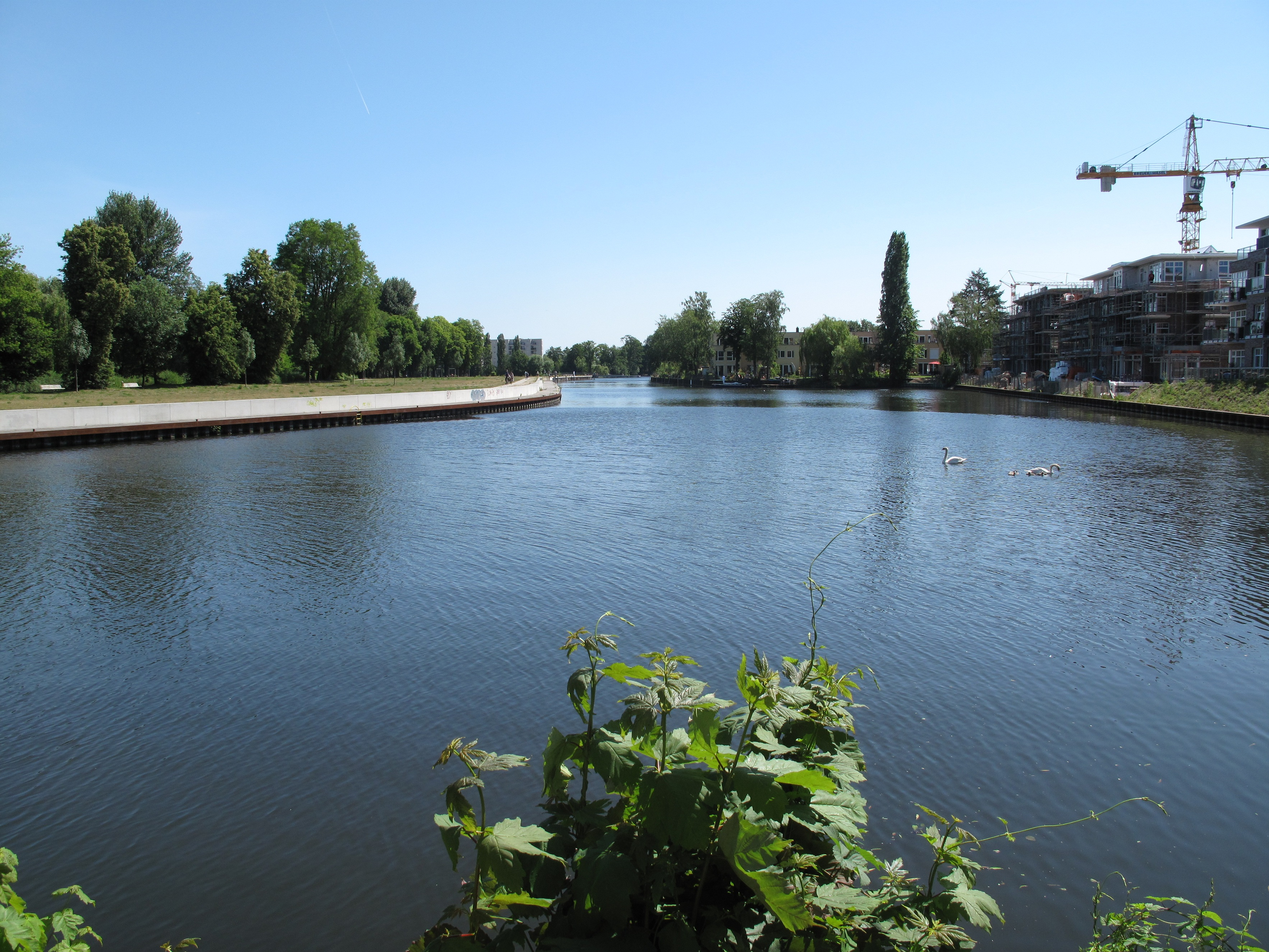
Nordhafen Spandau

Der Nordhafen Spandau ist ein Stichkanal der Havel und ein ehemaliger Binnenhafen in Berlin. Er liegt im Ortsteil Hakenfelde des Bezirks Spandau. Die Landesschifffahrtsverordnung Berlin verzeichnet den Kanal als schiffbare Landeswasserstraße. Die Wasserfahrzeuge dürfen eine Länge von 67 m und eine Breite von 8,20 m nicht überschreiten.
Das rund 500 Meter lange Gewässer befindet sich gegenüber der Havelinsel Kleiner Wall im als Spandauer See bezeichneten Havelabschnitt an der Maselake-Bucht. Er zieht sich vom Havelwestufer bis zum Hohenzollernpark an der Streitstraße. An die Funktion des 1908/1912 aus dem Festungsgraben hervorgegangenen Hafens erinnern nur noch der Name und gestalterische Elemente neuer Parkanlagen. Am Südufer befindet sich ein historisches Bootshaus von 1911, ansonsten ist das Südufer seit 2011 von Reihenhäusern, Stadtvillen und einem Seniorenzentrum nahezu vollständig bebaut. Am Nordufer verläuft eine 2006/2007 angelegte Promenade des Maselakeparks, die Teil des Havelradwegs und des Havelseenwegs ist (Hauptweg 12 der 20 grünen Hauptwege Berlins).

## Geschichte
Der Nordhafen wurde zwischen 1908 und 1912 zeitgleich zum Südhafen Spandau im Norden der Neustadt (Oranienburger Vorstadt) angelegt. Er ging nach der Entfestigung Spandaus, die 1903 einsetzte, aus dem Teil des Festungsgrabens hervor, der sich nördlich der heutigen Straße Havelschanze vor den Bastionen VIII bis IX befand.
Die Hafenanlagen verfügten über Anschlussgleise an die Fabriken, die im Norden Spandaus im Zuge der Industrialisierung entstanden. Umgeschlagen wurden hauptsächlich Baumaterialien, Walzeisen, Gaskohle, Kolonialwaren, Reis, Zuckerrüben und Chemikalien. Der Spandauer Nordhafen verlor schnell an Bedeutung, da er der Konkurrenz des 1923 eingeweihten Berliner Westhafens nicht gewachsen war. In den folgenden Jahrzehnten wurden die Uferbereiche vorrangig als Lagerplatz für Baumaterialien und Mineralöle genutzt. Kündeten noch 2008 das Namensschild Bootswerft Nordhafen sowie zahlreiche Schiffsanlegeplätze von der ursprünglichen Aufgabe, sind die Hafen- und Gleisanlagen im Jahr 2011 restlos rückgebaut und Wohnquartieren und Parkanlagen gewichen. Lediglich der nach wie vor bestehende Name Nordhafen Spandau und gestalterische Elemente der Parkanlagen erinnern an die historische Funktion des Gewässers.

## Heutige Bebauung und Parkanlagen

### Südufer
Das Südufer ist im Jahr 2011 fast durchgängig bebaut und öffentlich nur begrenzt zugänglich.

#### Historisches Bootshaus von 1911

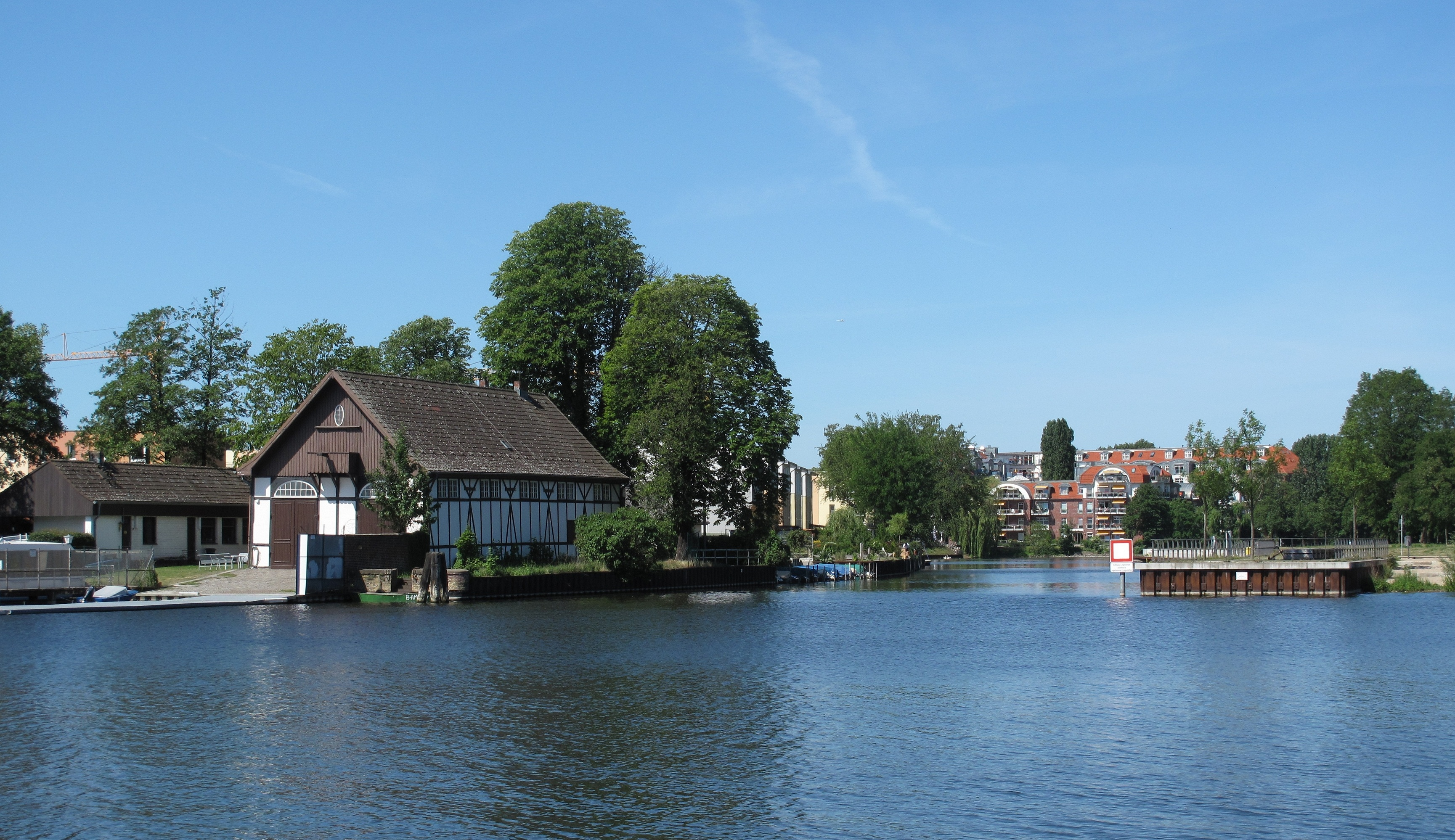
Mündung des Nordhafens in die Havel, links Bootshaus-Nord von 1911, rechts Uferpromenade am Maselakepark

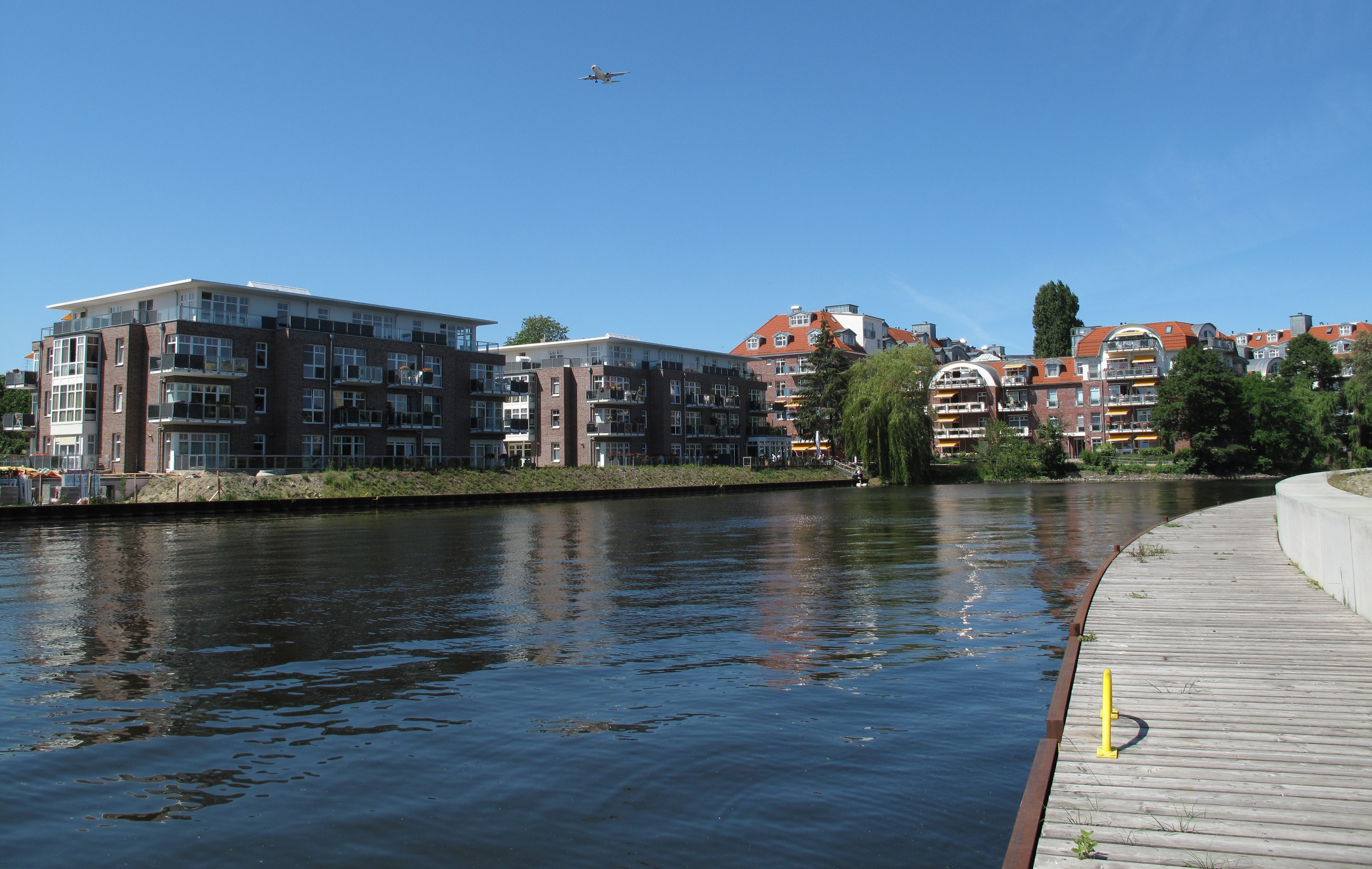
Stadtvillen und Seniorenwohnheim Haus Havelblick am Südufer des Hafens

Das Gelände und das Ufer an der Ecke zur Havel nutzen die Wasserfreunde Spandau 04 für den Bootssport und als Liegeplatz für ihr Clubschiff. Das benachbarte Bootshaus der ehemaligen Königlich Preußischen Landesturnanstalt aus dem Jahr 1911 steht mit seinem weitgehend erhaltenen Satteldach und seiner Fachwerkfassade laut Edition Luisenstadt unter Denkmalschutz, ist allerdings in der Berliner Landesdenkmalliste nicht aufgeführt (Stand 2011 und 2025). Das Bootshaus verfügt über zwei Haupttore, aus denen die Boote über ein Floß zu Wasser gelassen wurden. Die Baukosten lagen bei rund 51.000 Mark, die Entwürfe für alle Bauten der Landesturnanstalt entstanden im preußischen Ministerium der öffentlichen Arbeiten unter der Leitung von Oskar Delius.

#### Stadtvillen, Seniorenzentrum, Hohenzollernpark
An das Bootshaus schließt sich nach dem schmalen Areal eines Angelvereins eine Reihenhaussiedlung aus den Jahren 2007 und 2008 an. Komfortable Stadtvillen/Stadthäuser des 2011 fertiggestellten Quartiers Nordhafen setzen die Bebauung nach Westen fort. Den westlichen Abschluss des Südufers bildet seit 2002 das Senioren- und Therapiezentrum Haus Havelblick, das über mehr als 600 Wohn-, Heim- und Pflegeplätze, einen großen Garten am Wasser und eine eigene Schiffsanlegestelle verfügt. Das Seniorenzentrum grenzt an den Hohenzollernpark, der das schmale Westufer des Nordhafens umschließt. Der Park wurde 2004 eingeweiht und von der Firma HORTEC – Garten- und Landschaftsplanung entworfen. Seine Anlage erfolgte im Rahmen der Städtebaulichen Entwicklungsmaßnahme Wasserstadt am Spandauer See. Der Park gliedert sich in einen repräsentativ gestalteten Bereich am Nordhafen – dem „Wasserplatz“ mit anschließender Wiesenfläche – und den Themenspielplatz Fischerbucht. Der abgesenkte und mit Stufen gefasste Wasserplatz am Hafenende und die anschließende gleichfalls abgesenkte Rasenfläche bis zur Streitstraße sollen den weiteren Verlauf des ehemaligen Festungsgrabens andeuten.

### Maselakepark am Nordufer

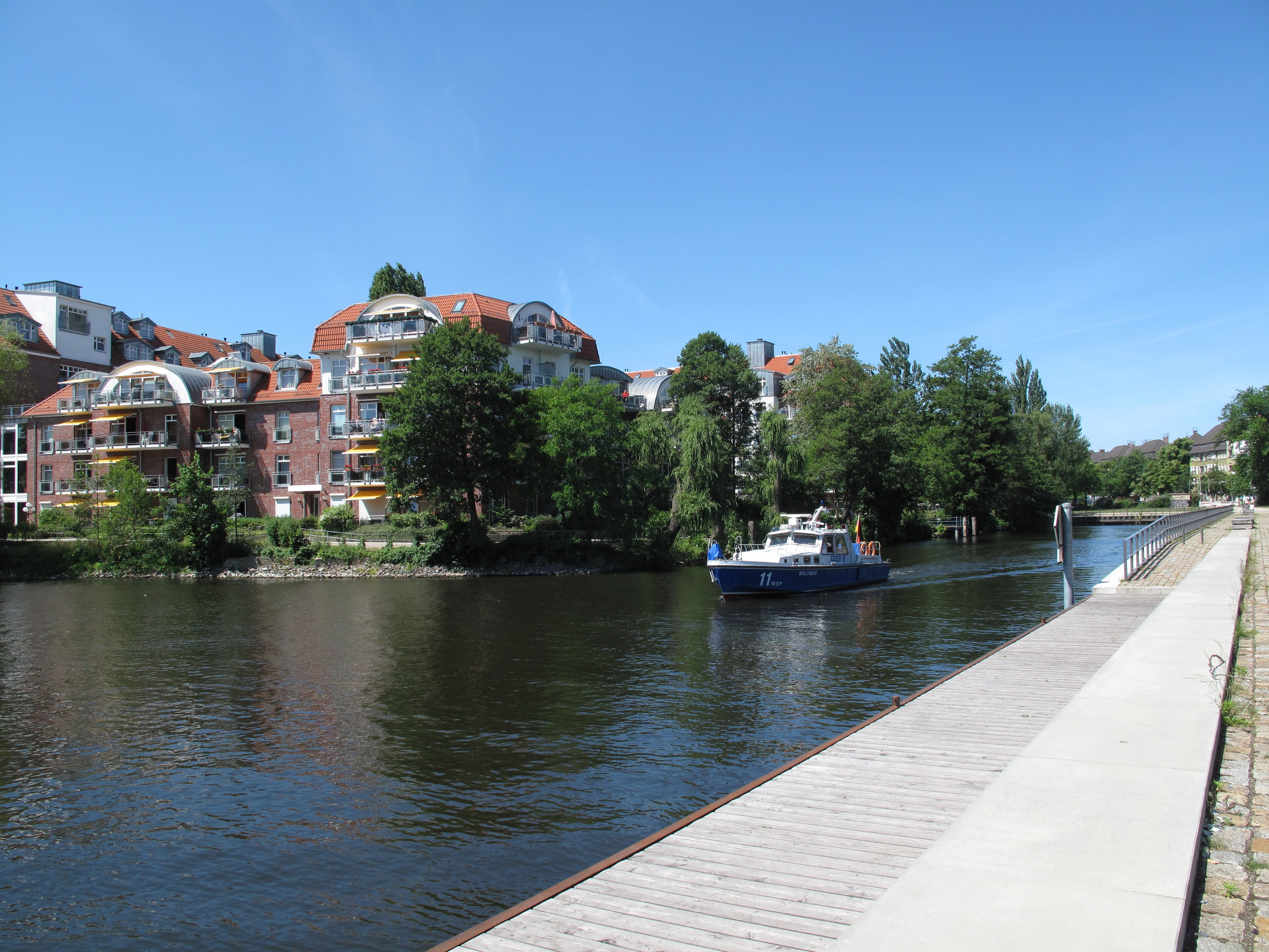
Abgesenkter Steg der Nordhafenpromenade und Haus Havelblick. Im Hintergrund Kanalende am Hohenzollernpark.

Das gesamte Nordufer des Hafens ist Teil des Maselakeparks. Der öffentliche Park wurde 2006/2007 angelegt und umfasst 4,3 Hektar. Er liegt auf der namensgebenden ehemaligen Feldflur „Maselake“ zwischen dem Nordhafen, der Maselakebucht, der Wasserstadt Spandau und dem Quartier Maselake-Zentrum. Entlang des Hafens ist der Park als Promenade mit einer einstufigen Kante ausgelegt. Die Konzeption der Landschaftsarchitekten nimmt die historischen Elemente gezielt auf:

„Eine großzügige Promenade erinnert als befestigte Wasserkante an den historischen Verlauf des Spandauer Festungsgrabens und die ehemalige industrielle Nutzung des Nordhafens. Das vorgefundene Natursteinpflaster wird wieder eingebaut, unterbrochen durch großformatige Betonplatten, die den charakteristischen Verlauf des Hafenbeckens nachzeichnen. Der Hafensteg als abgesenkter, wassernaher Teil der Nordhafenpromenade wird durch eine Mauer aus Betonelementen abgefangen. Die Mauer wird in Teilbereichen in Sitzstufen differenziert. Integrierte Treppen führen zum Hafensteg hinunter. […] Den Abschluss bildet der Havelbalkon, der sich wie ein Schiffsbug auf das Wasser hinaus schiebt.“

Eine am Hafen vorhandene Kastanienreihe wurde in die Gestaltung einbezogen. Flache Wiesen säumen die Promenade landeinwärts. Im Deutschen Landschaftsarchitektur-Preis 2009 bedachte die Jury den Maselakepark mit einer Würdigung. In der Laudatio hob die Jury „das intelligente Zusammenspiel zwischen einer zeitgenössischen Formensprache, einer hohen Nutzerakzeptanz und der gestalterischen Interpretation historischer Bezüge“ hervor.

## Konzept: Ökologischer Winterhafen Spandau
Der 2003 im Auftrag der Senatsverwaltung für Wirtschaft, Arbeit und Frauen erstellte Synthesebericht Wassertourismuskonzeption für das Land Berlin empfahl den Ausbau des Nordhafens Spandau zum Ökologischen Winterhafen durch Eisfreihaltung. Eingebettet in die Entwicklung Berlins zu einer Wasserstadt und hin zu einem touristischen Kompetenzzentrum, soll das ökologisch ausgerichtete Pilotprojekt die Problemfelder Winterliegeplätze, biozidhaltige Antifoulings der Schiffskörper sowie Ver- und Entsorgung und Naturschutzanforderungen verbinden. Ob und inwieweit die vorgeschlagenen Maßnahmen in die bisher umgesetzten Bauvorhaben und Sanierungen einflossen, ist nicht bekannt (Stand 2011).

## Einbindung in das Berliner Wegenetz

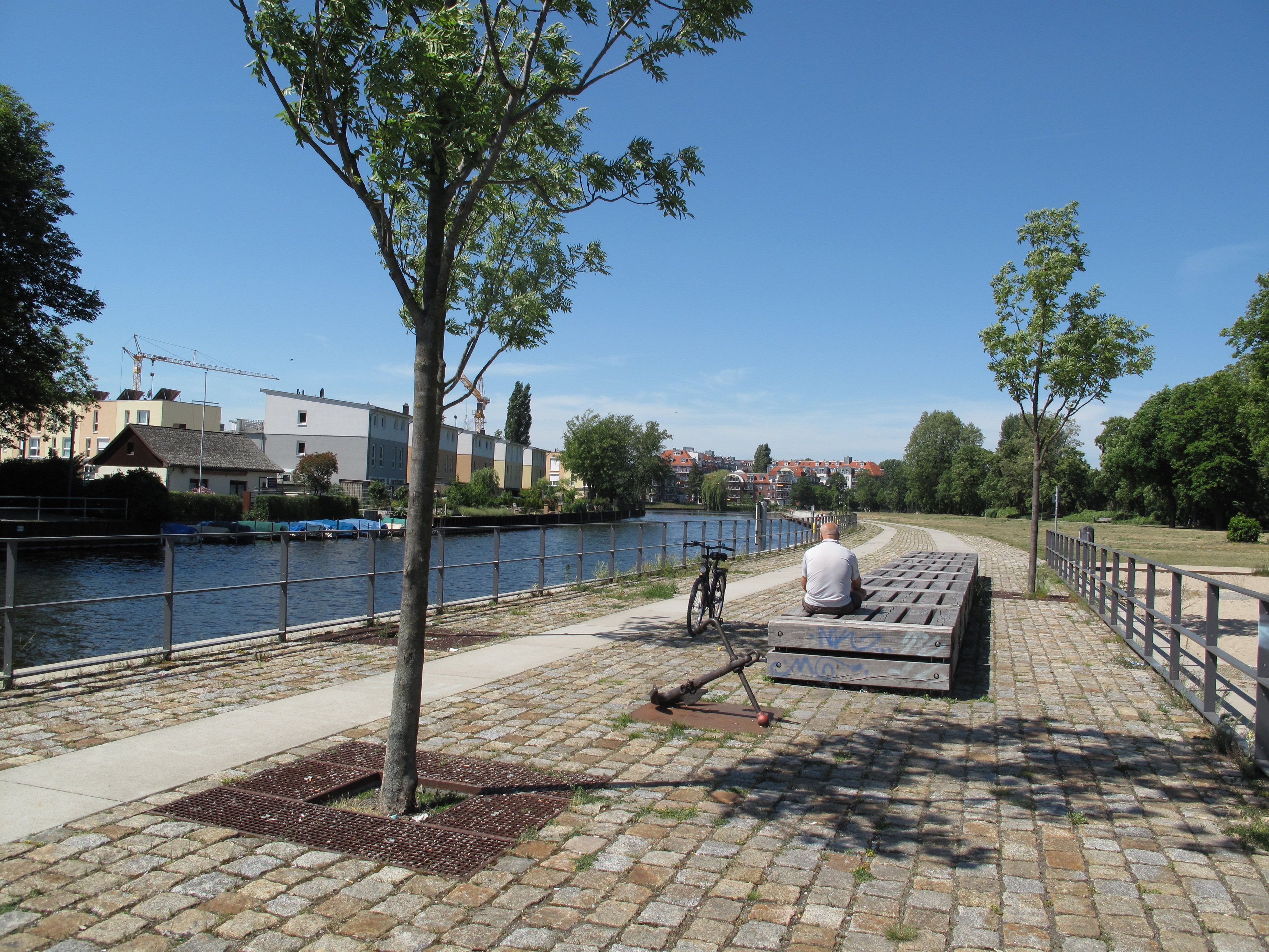
Reihenhäuser am Südufer. Promenade am Nordufer, Teil des Havelradwegs und Maselakeparks.

Die Wege um den Nordhafen Spandau sind Teil des Havelradwegs, der Königin-Luise-Route und des Havelseenwegs, Wanderweg 12 der 20 grünen Hauptwege Berlins. Der markengeschützte Name entstand 2006 in der Kooperation: 20 grüne Hauptwege, die aus einem Bürgernetzwerk, den Umweltverbänden Bund für Umwelt und Naturschutz Deutschland und FUSS sowie der Senatsverwaltung für Stadtentwicklung besteht. Die Kooperation wurde zu einem Leitprojekt im Aktionsprogramm Berlin zukunftsfähig gestalten weiterentwickelt, das im Juni 2006 vom Abgeordnetenhaus beschlossen wurde. Havelstromabwärts an der Lindenuferpromenade hat der Grünzug Anschluss an den Bullengraben, den Wanderweg 20 der 20 grünen Hauptwege, und stromaufwärts an der Wasserstadtbrücke an den Radfernweg Berlin–Kopenhagen, ferner an den Berliner Mauerweg und den Spandauer Forst. Über den Spreewanderweg (Hauptweg 1) ist der Havelradweg zudem über das Schloss Charlottenburg und den Großen Tiergarten mit der westlichen City Berlins und dem Europawanderweg E11 verbunden. Nach Süden ergibt sich über den Havelhöhenweg durch den Grunewald eine weitere Verbindung zum Wannseeweg (Hauptweg 11).
Während langgestreckte Schrägseilbrücken den Fuß- und Radweg über die stromaufwärts folgenden Stichkanäle Aalemann- (seit 2010) und Teufelsseekanal (seit 1991) führen, muss der Nordhafen umgangen beziehungsweise umradelt werden. Auf der Hafensüdseite führen die Wege durch die Straße Havelschanze, weiter durch den Hohenzollernpark und auf der Nordseite über die Uferpromenade des Maselakeparks. Eine Wege-Überbrückung des Nordhafens ist seit Jahren im Gespräch und war 2007 bereits vom Hauptausschuss des Berliner Abgeordnetenhauses beschlossen, wurde aber nicht realisiert (Stand 2011).